# Resolució 2262 del Consell de Seguretat de les Nacions Unides
La Resolució 2262 del Consell de Seguretat de les Nacions Unides fou adoptada per unanimitat el 27 de gener de 2016. El Consell va ampliar les sancions contra la República Centreafricana un any més fins al 31 de gener de 2017.

## Contingut
Al setembre i octubre de 2015, la violència a la República Centreafricana s'havia tornat a disparar. Els grups armats continuaven reaccionant amb violència violant els drets humans i atacant als cascos blaus i personal humanitari. Aquests grups van continuar amenaçant la pau, i el finançament prové de la mineria il·legal, la caça furtiva i el crim organitzat. Contracten mercenaris, i floreix el comerç d'armes, i la inestabilitat a la regió és un brou de cultiu per a les xarxes terroristes.
L'embargament d'armes contra el República Centreafricana es va ampliar fins al 31 de gener de 2017. Només se'n van excloure els serveis de seguretat i les missions internacionals del país. La prohibició de viatjar i la congelació d'actius que van ser imposades contra persones i organitzacions específiques que han estat esmentades pel Comitè que supervisa les sancions van ser esteses fins a aquesta data. Es tractava d'individus i organitzacions que minaven la pau, l'estabilitat i la seguretat a la República Centreafricana, violant l'embargament d'armes i els drets humans, reclutant nens soldat, i finançant-se amb la mineria il·legal i la caça furtiva. Aquests grups obstaculitzaven l'ajuda humanitària i atacaven les missions estrangeres al país. També es va ampliar un any el mandat del grup d'experts que recollia informació per a la comissió.